# نجار مرتضوي
نِجار مرتضوي (بالفارسية: نگار مرتضوی) (1981 في طهران، إيران) صحفية أمريكية من أصول إيرانية تغطي الأحداث الإيرانية باللغتين الإنجليزية والفارسية . تكتب عبر منصات التواصل الاجتماعي عن إيران على نطاقٍ واسع وعلى الفضائيات مثل:  بي بي سي،  ونيويورك تايمز،  وقناة الجزيرة، وهافينغتون بوست، والمنافذ الإعلامية الدولية في جميع أنحاء العالم مثل: لبنان والعراق وإسرائيل وتركيا وسويسرا واليابان.

## النشأة
وُلدت نِجار ونشأت في إيران، ثم انتقلت إلى الولايات المتحدة عام 2002 لمواصلة دراستها. حصلت على ماجستير في الآداب من جامعة برانديز وبكالوريوس في الآداب من جامعة ماساتشوستس. عملت كمقدمة تلفزيونية في صوت أمريكا الفارسية حيث قدّمت برنامجًا تفاعليًا يوميًا لمدة ساعة تناقش فيه الشؤون الحالية للإيرانيين في جميع أنحاء العالم.

## عضوية المجلس الوطني الإيراني الأمريكي
بدأت في خدمة المجلس الوطني الإيراني الأمريكي كمديرة لوسائل الإعلام الفارسية ووسائل الإعلام الجديدة في عام 2014. في عام 2020 زعم ثلاثة من أعضاء مجلس الشيوخ الجمهوريين: توم كوتون وتيد كروز ومايك براون أن منظمة المجلس الوطني الإيراني الأمريكي قد انتهكت قانون تسجيل الوكلاء الأجانب لأنها تضخم من الدعاية للنظام الإيراني في الولايات المتحدة، وطلبوا من النائب العام الأمريكي وليام بار إجراء تحقيق في هذه المسألة.  